# Тегла пуна ваздуха
Тегла пуна ваздуха је српски филм из 2007. године. Режирао га је Јанко Баљак, а сценарио је написала Милица Новковић.

## Кратак садржај
То је прича о људима који раде у угљенокопу. Крај те, све веће, зјапеће јаме која лагано прождире њихово место, они се рађају, заљубљују, умиру.
Њихови обични животи подређени су борби да се преживи у често суровим условима рада и готово безнадежним покушајима да се разабере прави пут у усковитланим временима прегрејаних политичких страсти и сваковрсним покушајима манипулација, којима су непрекидно изложени.
Па, опет, то су људи који настоје да остану усправни и кад посрћу и када не препознају опору, али искрену љубав која им се нуди.

## Улоге
| Глумац               | Улога      |
| -------------------- | ---------- |
| Нада Шаргин          | Нада       |
| Бранислав Трифуновић | Светозар   |
| Љубомир Бандовић     | Јово       |
| Слободан Ћустић      | Богдан     |
| Горан Даничић        | милиционер |
| Александар Ђурица    | Раша       |
| Владан Дујовић       | Мицо       |
| Иван Јагодић         | Душан      |
| Владимир Јевтовић    | Срећко     |
| Мирјана Карановић    | Љубица     |
| Миодраг Кривокапић   | Ђорђе      |
| Дејан Луткић         | Лука       |
| Тијана Чуровић       | Мира       |
| Душанка Стојановић   | Рада       |
| Дарко Томовић        | Ранко      |